# Narcis Iustin Ianău

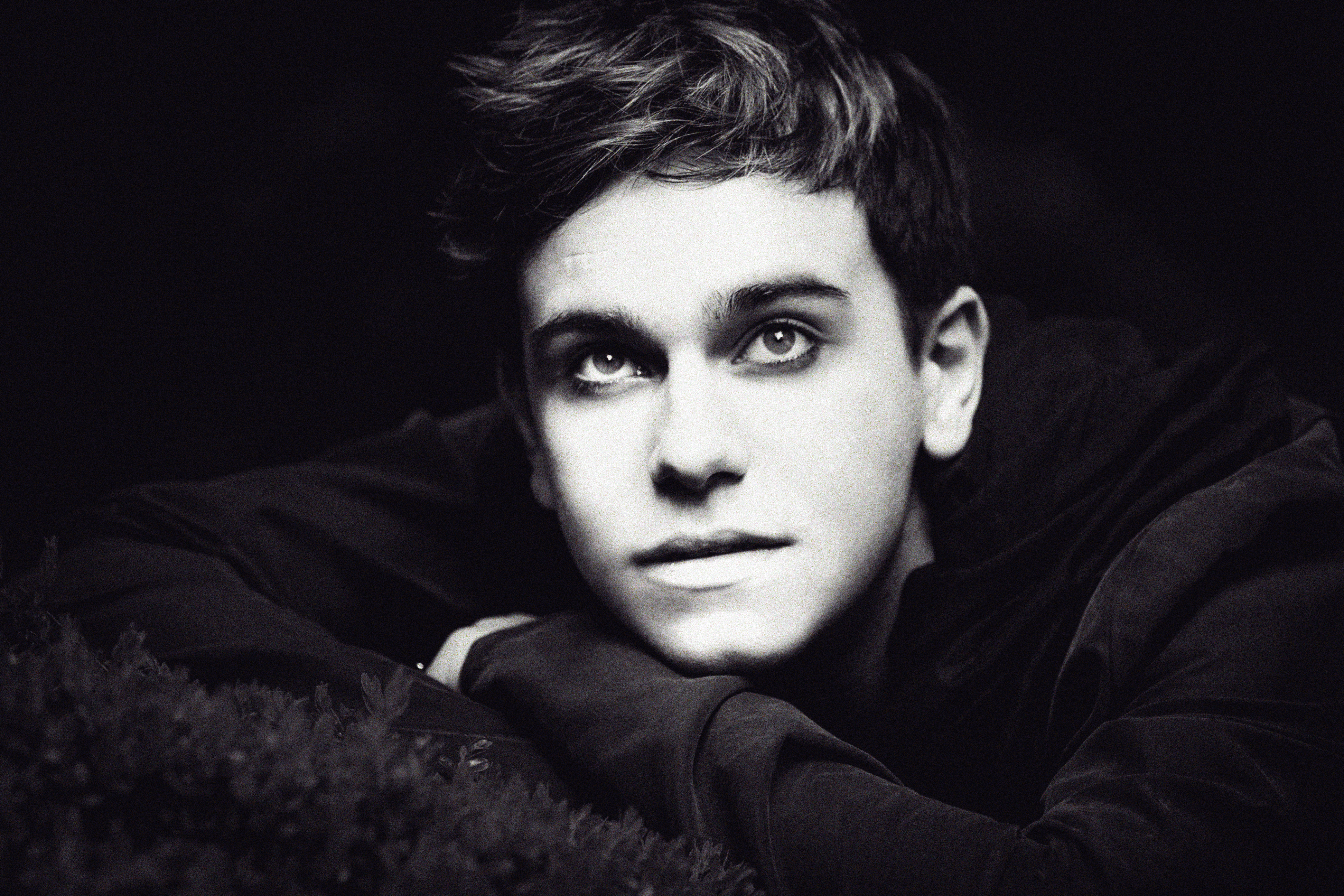
Narcis Iustin Ianău, 2009

Narcis Iustin Ianău (* 24. Februar 1995 in Bacău, Rumänien) ist ein rumänischer Kontratenor. In seinem Heimatland wurde er durch die Teilnahme an der ersten Staffel von Românii au talent (rumänisches Pendant zu Das Supertalent) bekannt, aus der er als Zweitplatzierter hervorging.

## Kindheit und Jugend
Narcis wurde am 24. Februar 1995 in Barați im Kreis Bacǎu als Sohn von Eduard und Felicia Ianău geboren. Im Alter von fünf Jahren begann er, im katholischen Kirchenchor in seiner Heimatstadt zu singen, wo er von seinem Lehrer der Gruppe der Sopranisten zugeteilt wurde. Nach seinem Abitur am Liceul de Artă „George Apostu“ (übersetzt etwa Gymnasium der Künste „George Apostu“) studierte er an der Academia de Muzică „Gheorghe Dima“ (übersetzt etwa Musikakademie „Gheorghe Dima“) in Cluj-Napoca.

## Karriere

### Românii au talentundIo canto
Narcis bewarb sich 2010 bei der ersten Staffel von Românii au talent, der rumänischen Variante von Das Supertalent. In der Vorauswahl interpretierte er O mio babbino caro aus der Oper Gianni Schicchi von Giacomo Puccini. Mit der Zustimmung von drei der vier Juroren kam er ins Halbfinale, wo er Adagio von Tomaso Albinoni präsentierte und sich ebenfalls das Weiterkommen sicherte. Am 25. April 2011 interpretierte er im Finale der Staffel eine eigene Version einer Arie aus Das Phantom der Oper. Mit 24,40 % aller angegebenen Stimmen im Televoting ging Narcis als Zweitplatzierter aus dem Wettbewerb hervor.
Noch im gleichen Jahr trat Narcis zudem als Special Guest bei der italienischen TV-Sendung Io canto auf, in der jugendliche Künstler gegeneinander antreten mit dem Ziel, Fuß im Musikgeschäft zu fassen.
Ein Jahr später wurde Narcis als Liveact zum Halbfinale der zweiten Staffel von Românii au talent eingeladen, wo er mit einer Interpretation von Scarborough Fair auftrat.

### Rumänische Nationaloper, Cluj-Napoca
Im Januar 2015 debütierte Narcis in der Opera Română din Cluj (Rumänische Nationaloper, Cluj-Napoca) in der Rolle des Hirtenjungen in Tosca, einer Oper von Giacomo Puccini.

### Zusammenarbeit mit Gregorian
Seit 2013 arbeitet er mit Gregorian zusammen, einer deutschen Gruppe von hauptsächlich englischen, klassisch-ausgebildeten Sängern, die Pop- und Rocksongs im Stil des gregorianischen Chorals interpretieren. Das erste Album in Zusammenarbeit mit Narcis erschien noch 2013 mit dem Titel Masters Of Chant Chapter 9. Hierfür sang er mit Gregorian den Titel Gloria, im Original von Joachim Witt. Ein Jahr später folgte das Album Winter Chants mit den gemeinsamen Titeln Jesu Joy Of Man's Desiring sowie Ave Maria. 2015 erschien mit Masters of Chant: The Final Chapter das vorerst letzte Album von Gregorian, an dem Narcis erneut beteiligt war, unter anderem mit dem Titel Cry Softly. Am 25. Februar trat Narcis zusammen mit einer Auswahl von Gregorian beim deutschen Vorentscheid zum Eurovision Song Contest an, jedoch belegten sie nur Platz fünf. Zudem begleitet Narcis Anfang bis Mitte 2016 die Gruppe auf der Abschiedstour Masters Of Chants - The Final Chapter Tournee 2016.

## Diskographie

### Masters of Chant-Alben mit Gregorian
- 2013: Masters of Chant Chapter IX
- 2014: Winter Chants
- 2015:  Masters Of Chant: The Final Chapter